# Clessé (Deux-Sèvres)
Clessé és un municipi francès situat al departament de Deux-Sèvres i a la regió de la Nova Aquitània. L'any 2007 tenia 914 habitants.

## Demografia

### Població
El 2007 la població de fet de Clessé era de 914 persones. Hi havia 362 famílies de les quals 68 eren unipersonals (24 homes vivint sols i 44 dones vivint soles), 141 parelles sense fills, 141 parelles amb fills i 12 famílies monoparentals amb fills.
La població ha evolucionat segons el següent gràfic:
Habitants censats

### Habitatges
El 2007 hi havia 427 habitatges, 364 eren l'habitatge principal de la família, 32 eren segones residències i 32 estaven desocupats. 424 eren cases i 3 eren apartaments. Dels 364 habitatges principals, 289 estaven ocupats pels seus propietaris, 68 estaven llogats i ocupats pels llogaters i 7 estaven cedits a títol gratuït; 10 tenien dues cambres, 42 en tenien tres, 81 en tenien quatre i 230 en tenien cinc o més. 299 habitatges disposaven pel capbaix d'una plaça de pàrquing. A 177 habitatges hi havia un automòbil i a 173 n'hi havia dos o més.

### Piràmide de població
La piràmide de població per edats i sexe el 2009 era:
| Homes | Edats   | Dones |
| ----- | ------- | ----- |
| 0     | 95 o +  | 0     |
| 0     | 90 a 94 | 0     |
| 0     | 85 a 89 | 4     |
| 4     | 80 a 84 | 0     |
| 40    | 75 a 79 | 12    |
| 24    | 70 a 74 | 32    |
| 32    | 65 a 69 | 60    |
| 32    | 60 a 64 | 32    |
| 28    | 55 a 59 | 12    |
| 20    | 50 a 54 | 36    |
| 28    | 45 a 49 | 16    |
| 40    | 40 a 44 | 28    |
| 16    | 35 a 39 | 28    |
| 28    | 30 a 34 | 16    |
| 32    | 25 a 29 | 28    |
| 32    | 20 a 24 | 20    |
| 24    | 15 a 19 | 12    |
| 36    | 10 a 14 | 24    |
| 28    | 5 a 9   | 32    |
| 32    | 0 a 4   | 12    |

## Economia
El 2007 la població en edat de treballar era de 546 persones, 421 eren actives i 125 eren inactives. De les 421 persones actives 389 estaven ocupades (229 homes i 160 dones) i 32 estaven aturades (12 homes i 20 dones). De les 125 persones inactives 53 estaven jubilades, 37 estaven estudiant i 35 estaven classificades com a «altres inactius».

### Ingressos
El 2009 a Clessé hi havia 373 unitats fiscals que integraven 931 persones, la mediana anual d'ingressos fiscals per persona era de 14.691 €.

### Activitats econòmiques
Dels 32 establiments que hi havia el 2007, 1 era d'una empresa extractiva, 1 d'una empresa alimentària, 2 d'empreses de fabricació d'altres productes industrials, 4 d'empreses de construcció, 10 d'empreses de comerç i reparació d'automòbils, 3 d'empreses d'hostatgeria i restauració, 1 d'una empresa financera, 4 d'empreses de serveis, 3 d'entitats de l'administració pública i 3 d'empreses classificades com a «altres activitats de serveis».
Dels 12 establiments de servei als particulars que hi havia el 2009, 6 eren tallers de reparació d'automòbils i de material agrícola, 1 guixaire pintor, 2 fusteries, 1 electricista i 2 perruqueries.
Dels 2 establiments comercials que hi havia el 2009, 1 era una botiga de menys de 120 m² i 1 una fleca.
L'any 2000 a Clessé hi havia 68 explotacions agrícoles que ocupaven un total de 2.193 hectàrees.

## Equipaments sanitaris i escolars
El 2009 hi havia una escola elemental.

## Poblacions més properes
El següent diagrama mostra les poblacions més properes.